# اریترومایسین
اریترومایسین به عنوان جایگزین پنی سیلینها در بیمارانی که به این دارو حساسیت مفرط دارند، مصرف می‌شود. این دارو جزو ماکرولیدها ست.
البته در حال حاضر ماکرولیدهای جدیدتر به علت سهولت استفاده کاربرد بیشتری دارند.

## هشدارها
- در صورت مصرف مقادیر زیاد دارو، یرقان انسدادی و عوارض قلبی با مصرف این دارو گزارش شده‌اند.
- اریترومایسین و مشتقات خوراکی آن را بهتر است با معده خالی مصرف کرد. اما در صورت بروز تحریک گوارشی می‌توان دارو را با غذا مصرف نمود.
- در صورت ابتلای بیمار به نارسایی کبدی یا کلیوی، تاکیکاردی بطنی و پورفیری، با احتیاط فراوان مصرف شود.

## تداخل دارویی
غلظت سرمی دیسوپیرامید در صورت مصرف همزمان با اریترومایسین افزایش می‌یابد و ممکن است موجب بروز مسمومیت و آریتمی شود. اثر وارفارین در صورت مصرف همزمان با اریترومایسین ممکن است افزایش یابد. اریترومایسین متابولیسم کاربامازپین، بروموکریپتین، تئوفیلین و سیکلوسپورین را مهار می‌کند و ممکن است موجب افزایش غلظت سرمی این داروها گردد. اریترومایسین متابولیسم ترفنادین را نیز مهار می‌کند و خطر بروز اریتمی در بیمار را افزایش می‌دهد (از مصرف همزمان این دو دارو باید خودداری کرد). اثر دیگوکسین بر قلب در صورت مصرف همزمان با اریترومایسین ممکن است افزایش یابد. غلظت سرمی اریترومایسین توسط سایمتیدین افزایش می‌یابد و این موضوع احتمال بروز عوارض جانبی و مسمومیت، به ویژه ناشنوایی ناشی از اریترومایسین را افزایش می‌دهد.

## مقدار مصرف
اوج غلظت سرمی اریترومایسین بسته به نوع استر آن ۴–۲ ساعت پس از مصرف خوراکی حاصل می‌شود.
بزرگسالان: مقدار مصرف این دارو از راه خوراکی در بزرگسالان و کودکان با سن بیش از ۸ سال، ۵۰۰–۲۵۰ میلی‌گرم هر ۶ ساعت یا ۱–۵/۰ گرم هر ۱۲ ساعت و حداکثر تا ۴g/day در عفونت‌های شدید می‌باشد. مقدار مصرف اریترومایسین در درمان مراحل اولیه سیفلیس ۵۰۰ میلی‌گرم هر ۶ ساعت بر مدت ۱۴ روز می‌باشد. در عفونت کلامیدیایی تناسلی و عفونت غیرگنوکوکی پیشابراه ۵۰۰ میلی‌گرم هر ۶ ساعت برای ۷ روز مصرف می‌شود.
کودکان: این دارو در کودکان با سن کمتر از ۲ سال به مقدار ۱۲۵ میلی‌گرم هر ۶ ساعت و در کودکان ۸–۲ سال به مقدار ۲۵۰ میلی‌گرم هر ۶ ساعت مصرف می‌شود. مقدار مصرف در عفونت‌های شدید ممکن است تا دو برابر افزایش یابد.
تزریقی: در عفونت‌های شدید، در بزرگسالان و کودکان ۵۰ mg/kg/day از راه انفوزیون پیوسته وریدی یا مقادیر منقسم هر ۶ ساعت مصرف می‌شود. در عفونت‌های خفیف، mg/kg/day انفوزیون وریدی می‌شود.

## اشکال دارویی
1. Film Coated Tablet: 200 mg
2. Film Coated Tablet: 400 mg (as Ethylsuccinate)
3. For Suspension: 200 mg/ 5 ml (as Ethylsuccinate)
4. For Injection: 1 g (as lactobionate)